# Kalidadap
Kalidadap is een bestuurslaag in het regentschap Wonosobo van de provincie Midden-Java, Indonesië. Kalidadap telt 2079 inwoners (volkstelling 2010).